# L'Image manquante
Pour plus de détails, voir Fiche technique et Distribution.
L'Image manquante est un documentaire franco-cambodgien coproduit, écrit et réalisé par Rithy Panh et sorti en 2013.
Il s'agit de l'adaptation du récit L'Élimination coécrit par Rithy Panh et Christophe Bataille.
Il remporte le prix « Un certain regard » à Cannes en 2013, et a été nommé pour représenter le Cambodge aux Oscars du cinéma 2014 dans la catégorie meilleur film en langue étrangère.

## Synopsis
En utilisant des figurines d'argile et des images d'archive, Rithy Panh témoigne des atrocités commises par les Khmers rouges au Cambodge entre 1975 et 1979.

## Fiche technique
- Titre : L'Image manquante
- Titre international : The Missing Picture
- Réalisation : Rithy Panh
- Scénario : Rithy Panh
- Commentaires : Christophe Bataille
- Effets spéciaux : Narin Saobora
- Sculptures : Sarith Mang[4]
- Montage : Marie-Christine Rougerie et Rithy Panh
- Musique : Marc Marder
- Photographie : Prum Mésar
- Son : Eric Tisserand
- Production : Catherine Dussart et Rithy Panh
- Sociétés de distribution : Catherine Dussart Production et Bophana Production
- Pays d’origine :  France/ Cambodge
- Langue originale : français
- Durée : 90 minutes
- Format : couleur
- Genre : documentaire historique et autobiographique
- Dates de sortie :
  - France : mai 2013 (festival de Cannes 2013)

## Distribution
- Randal Douc : narrateur (version originale française)
- Jean-Baptiste Phou[5]: narrateur (version anglaise)

Archives :
- Pol Pot
- Rithy Panh

## Distinctions

### Récompenses
- Festival de Cannes 2013 : Prix « Un certain regard »[2]
- Trophées francophones du cinéma 2014 : Trophée francophone de la contribution technique pour Sochea Chun, Chanry Krauch, Sarith Mang, Savoeun Norng pour les décors
- 21e cérémonie des prix Lumières 2016 : Prix du meilleur documentaire (ex æquo)

### Nominations et sélections
- Festival international du film de Los Angeles 2013 catégorie « World cinéma »
- Festival du film de Londres 2013 : sélection « Documentary Competition »
- Festival du film de New York 2013
- Festival international du film de Toronto 2013 : sélection « Wavelengths »
- Prix du cinéma européen 2013 : meilleur film documentaire européen
- Festival international du film de Palm Springs 2014
- Oscars du cinéma 2014 : meilleur film en langue étrangère